# Hundraårsflöde

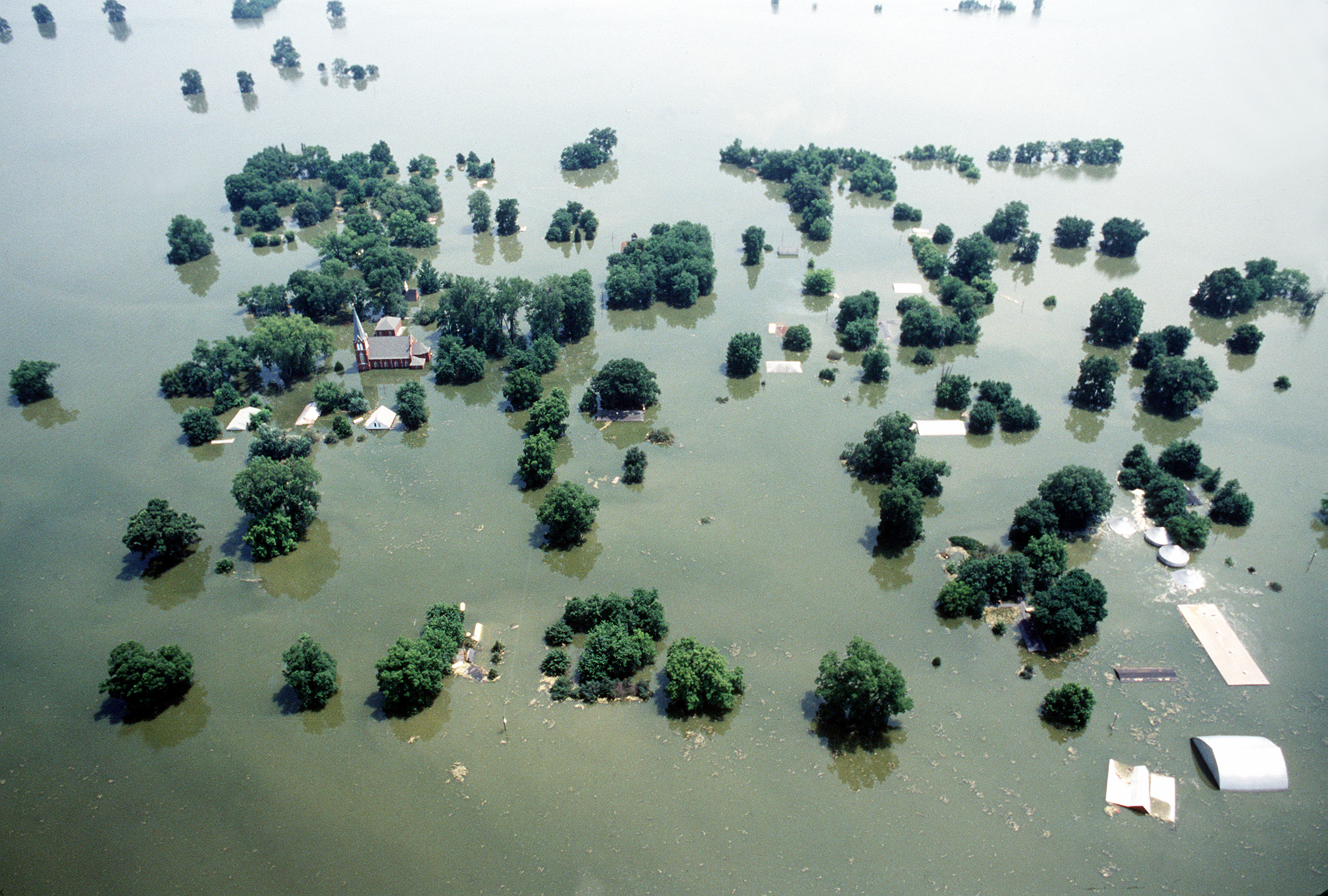
Samhället Kaskaskia vid Mississippiflodens översvämning år 1993.

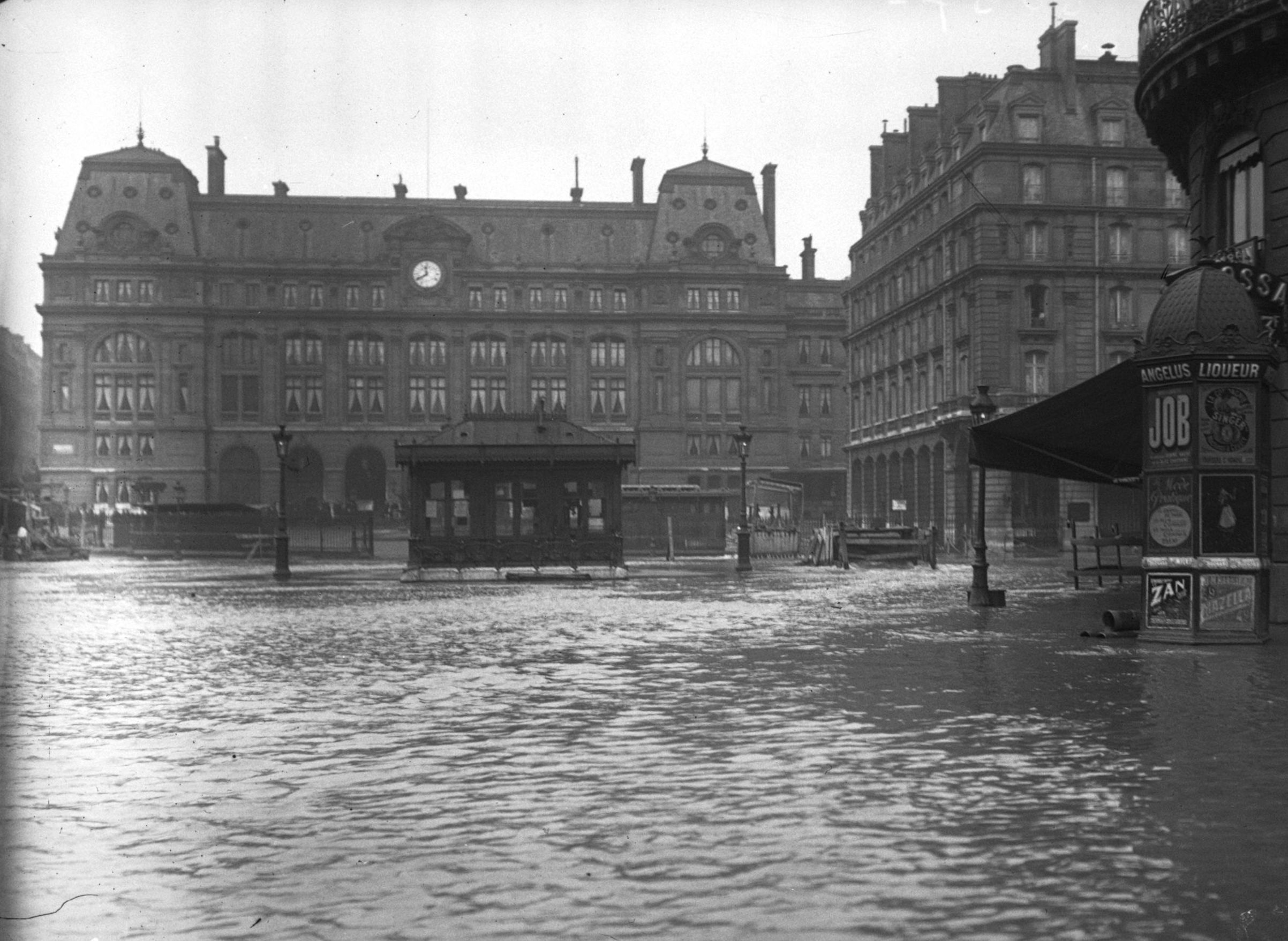
Paris Saint-Lazare järnvägsstation vid översvämningen år 1910.

Intervall mellan Donaus översvämningar vid Passau åren 1501 till 2013.

Ett hundraårsflöde eller en hundraårsflod är det vattenflöde som på en viss plats i vattendraget statistiskt sett inträffar (överskrids) i genomsnitt en gång på hundra år.  Man beräknar flödet med frekvensanalys på vattenföringsserier. Sannolikheten är 63 procent att ett hundraårsflöde skall ske någon gång under en period på hundra år, 9,6 procent att det skall ske under en tioårsperiod och 39 procent under en period på 50 år. Sannolikheten är också 40 procent att det skall ske två gånger under en period på hundra år.
Andra sorters flöden man skiljer på är 10-, 1000- och 10000-årsflöden.
Ett vanligt missförstånd är att hundraårsflöden sker med en regelbundenhet, till exempel att om ett hundraårsflöde just har inträffat så kommer inte ett nytt på 100 år.
Ett exempel på ett hundraårsflöde var vårfloden 1977 i Örebro län, de stora vattenmängderna orsakades av höjda temperaturer som orsakade stor snösmältning samt en nederbörd på 150 mm under ett par veckor. En person miste livet på grund av vårfloden. Man beräknade att 15 000 hektar mark översvämmades. Vattenmängderna gjorde att transportsystemen slogs ut, 20 hushåll evakuerades och mycket jordbruksmark översvämmades. Under nära 40 dagar var Hjälmarens vatten 22,1 meter över havsnivån (mot det normala 21,84 meter), det vill säga 30 cm över normalt vattenstånd. I norra delarna av Örebro län varade översvämningarna under cirka 20 dagar.